# Ángel Merino Torres
Ángel Merino Torres, conegut com a Merino (Madrid, 2 d'octubre de 1966) és un exfutbolista i entrenador madrileny. Com a jugador, ocupava la posició de migcampista organitzador.

## Trajectòria
Merino va sorgir del planter del CDC Moscardó, un equip de barri madrileny, en el qual va arribar a jugar en Tercera Divisió a la 84/85. Al final d'eixe any, va captar l'atenció del CD Leganés, que el va incorporar al seu juvenil. A la 86/87 puja al primer equip, que per aquella època disputava la Segona Divisió B.
Amb el Leganés Merino va despuntar i es va mostrar com un migcampista de potencial, per la qual cosa, a la 88/89, el CA Osasuna el fitxava per a jugar en primera divisió. Eixa mateixa campanya, va quallar una gran temporada, amb 31 partits i 4 gols.
En els sis anys que va passar a El Sadar, Merino va ser fix de les alineacions osasunistes, especialment la 92/93 (35 partits i 6 gols). L'estiu de 1994, després del descens dels navarresos, va fitxar pel Celta de Vigo, on va continuar mantenint la seua posició en l'onze titular els tres anys que va militar a Galícia.
La temporada 97/98 fitxa per la UD Las Palmas, de Segona Divisió, i dos anys després, la temporada 99/00, retorna a la disciplina del CD Leganés, també a la categoria d'argent, on juga altres dos anys superant els 35 partits a cadascuna. La temporada 01/02 recala al Burgos CF i finalitza la seua carrera com a jugador la 02/03 a l'AD Ceuta, a Segona B.
En total, va sumar 468 partits i 42 gols.

### Com a entrenador
Penjades les botes, es va incorporar al cos tècnic del CA Osasuna, primer com a ajudant. La temporada 04/05 ocupa el càrrec de segon entrenador de l'equip juvenil, i a l'any següent, el dirigiria directament.